# Евангелие от Иисусы, царицы небесной
«Евангелие от Иисусы, царицы небесной» (англ. Gospel According to Jesus, Queen of Heaven) — пьеса британской писательницы Джо Клиффорд, поставленная в 2009 году и рассказывающая историю Иисуса Христа в образе трансгендерной женщины.

## Сюжет
Иисус Христос спускается на землю в образе трансгендерной женщины, чтобы напомнить людям, что он не ненавидит и не стыдит тех, кто отличен от большинства. Напротив, отверженные люди ему близки и он поддерживает угнетённых.
В пьесе излагаются некоторые сюжеты Нового Завета в переделанном виде — например, блудный сын возвращается домой дочерью, а сюжет о Христе и грешнице («кто из вас без греха, первый брось на неё камень») рассматривается в контексте преследования ЛГБТ в мире.

## История постановок
Пьеса была впервые поставлена в Трон-театре в Глазго во время ЛГБТ-фестиваля «Глазгей!». Главную роль исполняла сама Клиффорд. Это одна из первых пьес в Великобритании, написанных трансгендерным человеком и с трансгендерным человеком в главной роли.
По словам Клиффорд, пьеса была поставлена как дань уважения Иисусу, однако постановка привела к протестам с участием сотен людей. Постановка и Клиффорд столкнулись с трансфобными оскорблениями, онлайн-петициями и угрозами со стороны таблоидов, онлайн-троллей и религиозных лидеров, называвших её оскорблением христианской веры.
После этого пьеса долгое время не исполнялась. Клиффорд считает, что это было вызвано тем, что связанные с индустрией театров люди опасались ставить пьесу. Следующая постановка произошла в 2014 году на фестивале «Эдинбургский Фриндж», в организации приняли участие Сьюзен Ворсфолд (англ. Susan Worsfold) и Аннабель Купер (англ. Annabel Cooper).
В 2016 году Наталия Малло (порт. Natalia Mallo), видевшая постановку на «Эдинбургском Фриндже», организовала тур по Бразилии с Ренатой Карвальо (порт. Renata Carvalho) в главной роли. По мнению изданий BBC и Dazed, пьеса стала знаковой для ЛГБТ-движения Бразилии.
В 2018 году пьеса была исполнена в театре «Траверс» в Эдинбурге.

## Отзывы
По мнению писательницы Кёрсти Макгрори (англ. Kirsty McGrory), «хотя некоторые фрагменты пьесы имеют вид проповеди, постановка ни слишком поучительна, ни неуклюжа», а переходы от «формального обращения к обычному повествованию» придают пьесе «тёплый, весьма увлекательный стиль». Макгрори ставит пьесе 4 балла из 5.
Театральный критик Кэмерон Вудхед (англ. Cameron Woodhead) называет пьесу провокационной и считает, что «простота моральных аргументов в пользу разнообразия и сложность их связи с библейским текстом делают представление вдохновляющим противоядием к наследию стыда, оставленному церковным воспитанием».